# Divine Divinity
Divine Divinity (рус. «Divine Divinity. Рождение легенды») — компьютерная игра в жанре ролевых игр, созданная студией Larian и выпущенная компанией cdv Software Entertainment на территории Европы в 2002 году. На территории России локализованная студией Snowball игра была издана фирмой 1С под названием «Divine Divinity. Рождение легенды» и поступила в продажу 28 августа 2009 года.

## Сюжет
Действие игры разворачивается в фэнтезийном мире Ривеллон, населённом представителями шести рас — людей, эльфов, гномов, ящеров, бесов, орков, а также магами. В предыстории игры рассказывается о том, как Повелитель Хаоса, могущественный демон, проникнув в мир людей при помощи магов, составляющих Тёмный Круг, и приняв обличье человека, вместе с армией демонов начал войну против жителей Ривеллона. Однако Совет семи рас, собранный народами, населяющими Ривеллон, нашёл способ убить Повелителя Хаоса с помощью редкого заклятия самопожертвования. После победы над армией демонов в руках людей оказался Клинок лжи — оружие, созданное архимагом Ультрингом, вторым предводителем Проклятых, позволяющее Повелителю Хаоса возродиться, используя для этого душу человека, владеющего этим мечом. Ральф Ферол, ученик Стефана Ферола, представителя светлых магов в Совете Семи, подобрал Клинок лжи на поле боя сразу после поражения Повелителя Хаоса, пожертвовал собой, позволив замуровать себя в подвале Штормового замка, резиденции герцогов Ферол, правителей людей.
Сюжетная линия игры начинается примерно через шесть сотен лет после окончания войны с Повелителем Хаоса, когда эти события уже стали историей, а Клинок лжи считается всего лишь сказкой.

## Игровой процесс
Своим героем игрок управляет с помощью мыши и нескольких горячих клавиш. В этом игра очень напоминает Diablo. Но в Divine Divinity можно не только щелчком мыши подбирать и выбрасывать предметы, но и перетаскивать их на нужное место из инвентаря. Можно менять все управляющие клавиши по своему выбору. Также вы можете использовать панель управления для того, чтобы вызвать большинство команд игры.
При создании героя игрок выбирает пол и класс. Всего в игре три класса — маг, воин и бродяга. Последний — это прямой аналог вора. От того, какой класс выберет игрок, зависит только то, куда будут распределены начальные очки. Можно сделать себе воина-мага или бродягу-бойца. В игре четыре характеристики — сила, проворство, телосложение и интеллект. Для того, чтобы использовать некоторые вещи, нужно иметь значение параметров не ниже заданных. Игрок получает опыт за то, что убивает врагов и выполняет квесты. Но в этой игре есть своя особенность набора опыта. Если с ростом уровня за монстров дают меньше опыта, то за квесты — наоборот.
Ещё одна особенность Divine Divinity — это возможность торговать почти с каждым неигровым персонажем. На то, за сколько игрок приобретает какой-либо предмет, влияют его репутация и отношения с конкретным персонажем. Ещё сюда добавляется возможность понизить цены путём развития пассивного навыка торговли.
В игре существует возможность зачаровывания вещей. Для этого нужно выучить навык зачаровывания, подобрать предмет с возможностью наложения на него чар и найти т. н. магическую гемму (charm quality), которая будет вложена в предмет. Процесс одноразовый — когда игрок инкрустирует предмет геммой — её уже нельзя вытащить. Также в игре есть алхимия. Для создания зелья необходимо перенести пустой пузырек на различные травы и грибы, растущие на земле Ривеллона.

## Разработка
По словам креативного директора Larian Studios Свена Винке, на создание Divine Divinity разработчиков вдохновила игра Ultima 7 и её большой игровой мир. Также они ориентировались на актуальные игры жанра action/RPG.
Прототипом Divine Divinity считается первый проект студии Ragnarok Unless, над которым разработчики Larian Studios трудились ещё в 1996 году. Затем игра была переименована в The Lady, The Mage and The Knight, но проект был отменен. Из этих проектов разработчики взяли основные идеи, определившие философию Divine Divinity.
Работа над игрой началась в 1999 году. Её первым названием было Divinity, The Sword of Lies, однако из-за маркетинговых причин название изменили на Divine Divinity. Сроки выхода игры несколько раз переносили, пока, наконец, она не была выпущена в 2002 году.
В России выход Divine Divinity задержался на семь лет. Русская локализованная версия появилась только в 2009 году уже после выпуска следующего проекта студии Beyond Divinity.

## Оценки и награды
| Сводный рейтинг       | Сводный рейтинг |
| Агрегатор             | Оценка          |
| --------------------- | --------------- |
| GameRankings          | 82,45 %         |
| Metacritic            | 81 %            |
| Иноязычные издания    |                 |
| Издание               | Оценка          |
| GameSpot              | 8,6/10          |
| GameSpy               | 4/5             |
| IGN                   | 8,5/10          |
| PC Zone               | 8,5/10          |
| Русскоязычные издания |                 |
| Издание               | Оценка          |
| Absolute Games        | 80 %            |
| «Домашний ПК»         | [ 13 ]          |
| «Игромания»           | 8,5/10          |
| «Мир фантастики»      | 8/10            |
| «НИМ»                 | 9/10            |
| DTF.ru                | 24/25           |